# Julius Schrøder
Julius Schrøder (19. juli 1879 i København – 29. januar 1952) var en dansk typograf og politiker.
Schrøder var søn af artist Johan Schrøder (død 1883) og hustru Rosa f. Friis, lærte bogtrykkerfaget i Fjeldsøes Bogtrykkeri, blev medlem af fagets voldgiftsret og af Typografforbundets Københavnsafdelings styrelse 1906, redaktør af Typograf-Tidende 1909-15, formand for Dansk Typograf-Forbund 1920-38 og derefter æresmedlem af samme.
Han var formand for Socialdemokratisk Vælgerforening i 13. kreds 1906-08, i 15. kreds 1918-22, medlem af Socialdemokratiets hovedbestyrelse 1920-23, borgerrepræsentant 1912-37, kommunalrevisor 1937, medlem af Folketinget 1924-39 og medlem af Folketingets Finansudvalg 1925-26.